# Oisín McConville
Oisín McConville en Anglais, ou Oisín Mac Conmhaoil en Irlandais, (né le 13 octobre 1975 à Crossmaglen dans le comté d'Armagh,  province d'Ulster) est un joueur Nord-Irlandais de Football gaélique, il évoluait au poste d'ailier gauche ou de milieu gauche et disputait les compétitions inter-comtés sous les couleurs d'Armagh, il joua également pour le club de Crossmaglen Rangers, et disputa son dernier match le 16 février 2013 à l'occasion de la demi-finale du All-Ireland des clubs perdue par son club face à St. Brigids GAA (Roscommon).
McConville avait auparavant mit un terme à sa carrière de joueur inter-comté, le 9 aout 2008, après une défaite face à Wexford (0-12/1-14) en quart de finale du All-Ireland.

## Vie privée
L'oncle d'Oisín McConville, Gene Morgan joua pour Armagh et disputa la finale du All-Ireland 1953. 
Son frère ainé, Jim, fut également un footballeur de premier plan en inter-comté et capitaine d'Armagh, et son cousin Donal O'Hare est un actuel joueur du comté de Down.
Oisín a participé à l'émission "Celebrity Jigs 'n' Reels" le 31 décembre 2007.

## Palmarès et distinctions individuelles
Inter-comté
- 1 All-Ireland Senior Football Championship (2002)
- 1 National Football League (2005)
- 7 Ulster Senior Football Championship  (1999, 2000, 2002, 2004, 2005, 2006 et 2008)

Club
- 6 All-Ireland Senior Club Football Championship (1997, 1999, 2000, 2007, 2011 et 2012)
- 16 Armagh Senior Football Championships  (1996, 1997, 1998, 1999, 2000, 2001, 2002, 2003, 2004, 2005, 2006, 2007, 2008, 2010, 2011 et 2012)
- 7 Ulster Senior Club Football Championship   (1996, 1998, 1999, 2004, 2006, 2007 et 2008)

Individuel
- 2 All Stars Award (2000, 2002)